# Fredrik Brustad
Fredrik Brustad (ur. 22 czerwca 1989 w Oslo) – norweski piłkarz grający na pozycji napastnika. Od 2019 jest zawodnikiem klubu Mjøndalen IF.

## Życiorys

### Kariera klubowa
Swoją karierę piłkarską Brustad rozpoczynał w klubach Ullern IF i Lyn Fotball. Następnie wyjechał do Stanów Zjednoczonych, gdzie grał w zespołach uniwersyteckich Stetson Hatters (2008-2010) i Central Florida Kraze (2010-2011). W 2011 roku wrócił do Norwegii i został zawodnikiem Stabæk Fotball. 27 października 2011 zadebiutował w nim w Tippeligaen w przegranym 0:2 wyjazdowym meczu z Aalesunds FK. W sezonie 2012 spadł ze Stabækiem do 1. divisjon, ale po roku czasu powrócił z nim do ekstraklasy. W Stabæku grał do końca 2014 roku.
Na początku 2015 roku Brustad odszedł ze Stabæku do AIK Fotboll. Swój ligowy debiut w AIK zaliczył 6 kwietnia 2015 w wygranym 2:1 domowym spotkaniu z Halmstads BK.
W 2016 roku Brustad przeszedł do Molde FK. Następnie w latach 2018–2019 wypożyczony był do szkockiego klubu Hamilton Academical.
11 stycznia 2019 podpisał kontrakt z norweskim klubem Mjøndalen IF, umowa do 31 grudnia 2021.

### Kariera reprezentacyjna
W dorosłej reprezentacji Norwegii Brustad zadebiutował 27 sierpnia 2014 w zremisowanym 0:0 towarzyskim meczu ze Zjednoczonymi Emiratami Arabskimi, rozegranym w Stavangerze. W 66. minucie tego meczu zmienił Marcusa Pedersena.

## Statystyki

### Klubowe
Stan na 22 września 2019
| Sezon   | Klub                       | Kraj              | Rozgrywki                      | Mecze | Bramki |
| ------- | -------------------------- | ----------------- | ------------------------------ | ----- | ------ |
| 2010    | Central Florida Kraze      | Stany Zjednoczone | USL Premier Development League | ?     | ?      |
| 2011    | Central Florida Kraze      | Stany Zjednoczone | USL Premier Development League | ?     | ?      |
| 2011    | Stabæk Fotball             | Norwegia          | Tippeligaen                    | 11    | 0      |
| 2012    | Stabæk Fotball             | Norwegia          | Tippeligaen                    | 27    | 5      |
| 2013    | Stabæk Fotball             | Norwegia          | 1. divisjon                    | 26    | 7      |
| 2014    | Stabæk Fotball             | Norwegia          | Tippeligaen                    | 30    | 10     |
| 2015    | AIK Fotboll                | Szwecja           | Allsvenskan                    | 27    | 5      |
| 2016    | AIK Fotboll                | Szwecja           | Allsvenskan                    | 11    | 2      |
| 2016    | Molde FK                   | Norwegia          | Tippeligaen                    | 9     | 2      |
| 2017    | Molde FK                   | Norwegia          | Tippeligaen                    | 27    | 8      |
| 2018    | Molde FK                   | Norwegia          | Tippeligaen                    | 16    | 1      |
| 2018–19 | Hamilton Academical (wyp.) | Szkocja           | Scottish Premiership           | 15    | 1      |
| 2019    | Mjøndalen IF               | Norwegia          | Eliteserien                    | 22    | 0      |